# دختری از شیراز
دختری از شیراز یک فیلم ایرانی به کارگردانی ساموئل خاچیکیان و محصول سال ۱۳۳۳ است.

## خلاصه داستان
«افشار» به منظور تحریک حس حسادت دختر مورد علاقه‌اش «منیر» با «عایشه» ازدواج می‌کند. در مدت کمی افشار نظر منیر را جلب می‌کند و عایشه را که از او صاحب فرزندی شده رها می‌کند. عایشه کارش به فحشا کشیده می‌شود. جوانی با او آشنا می‌شود و نجاتش می‌دهد. چند وقت بعد افشار به قتل می‌رسد و عایشه به اتهام قتل دستگیر می‌شود. اما در زمان کوتاهی حقیقت روشن می‌گردد و منیر به قتل افشار اعتراف می‌کند. در انتها عایشه با جوان مورد علاقه‌اش زندگی تازه‌ای را آغاز می‌کند.

## تولید و نمایش
کارگردان و فیلمنامه‌نویس ساموئل خاچیکیان، فیلمبردار بوریس ماتایوف و واهاک وارطانیان، سازنده آهنگ خالدی و اجراکنندگان فرح پناهی، خانم فرح و شهین بودند. این فیلم که یکصد و سی دقیقه طول داشت به وسیلهٔ شاپوری، خاچاطوریان و شاهرخ رفیع تهیه شد.
پنجمین محصول دیانافیلم بود که شش ماه تولید آن بطول انجامید و در شب دوازدهم اردیبهشت ماه ۱۳۳۳ به مدت ۸۴ شب بروی پرده بود.

## بازیگران
- آرمان هوسپیان
- پرخیده
- فرح پناهی
- سیروس جراح‌زاده
- ایرج دوستدار
- منصور سپهرنیا
- خانم عقیلی
- حسین غفورپور
- کاظم محمودیان
- مهین معاون‌زاده
- خانم میرمطهری